# Koya Saito
Koya Saito (斎藤 広野 Saito Koya?), född 5 augusti 1986 i Saitama prefektur, är en japansk fotbollsspelare.
Saito började sin karriär 2009 i Yokogawa Electric. Efter Yokogawa Electric spelade han för FC Machida Zelvia, SC Sagamihara, Grulla Morioka och Vonds Ichihara.